# آرزوی مرگ ۵: چهره مرگ
آرزوی مرگ ۵: رخ مرگ (به انگلیسی: Death Wish V: The Face of Death) یک فیلم انتقام‌جویانه آمریکایی در ژانر اکشن و دلهره‌آور محصول سال ۱۹۹۴ پنجمین و آخرین قسمت از مجموعه فیلم‌های آرزوی مرگ به نویسندگی و کارگردانی آلن آ. گلدشتاین است. چارلز برانسون نقش خود را در آخرین نقش اصلی خود در سینما و آخرین حضور خود در نقش شخصیت پائول کرسی تکرار می‌کند. در این فیلم، کرسی سعی می‌کند از دوست دخترش، اولیویا ریجنت (لسلی-آن داون) در برابر اوباش‌های وحشی که تجارت مد او را تهدید می‌کنند، محافظت کند.
این فیلم یک فاجعه باکس آفیس بود. این فیلم تا حدی از طریق پیش پرداخت توسط تریمارک پیکچرز در ازای حقوق نمایش داخلی و ویدیوی خانگی تأمین شد. تریماریک این فیلم را در ۱۴ ژانویه ۱۹۹۴ در ۲۴۸ سینما عرضه کرد. در آخر هفته افتتاحیه ۵۰۳٫۹۳۶ دلار فروش داشت. فروش نهایی باکس آفیس این فیلم در بازار ایالات متحده چیزی بیش از ۱٫۷ میلیون دلار تخمین زده شد. این فیلم بعداً در سال ۱۹۹۴ برای بازار ویدیوی خانگی منتشر شد.

## بازیگران فیلم
- چارلز برانسون … پائول کرسی[۲]
- لسلی-آن داون … اولیویا ریجنت
- مایکل پارکس … تامی اوشه
- رابرت جوی
- سال روبینک
- کنت ولش … سرهنگ میکی کینگ
- لیزا اینویی … جانیس اموری
- میگل ساندووال … ستوان هکتور واسکز

## تولید
فیلمبرداری در اوایل سال ۱۹۹۳ آغاز شد. در ابتدا، مکان‌های مختلفی در سراسر ایالات متحده وجود داشت تا اینکه تهیه‌کنندگان فیلم استودیوی بزرگی را در ویلمینگتن، کارولینای شمالی انتخاب کردند با این حال، مقدار زیادی از پول به دستمزد برونسون رفت، بنابراین تولید فیلم مجبور شد مکان خود را به تورنتو، تغییر دهد.

## بازخوردها
در راتن تومیتوز این فیلم دارای امتیاز صفر درصد بر اساس رای پنج منتقد است. و در متاکریتیک بر اساس نقدهای ۶ منتقد، امتیاز ۲۵ از ۱۰۰ را به دست آورده‌است که نشان دهنده «بررسی‌های عموماً نامطلوب» است.